# Satz von Ceva

Satz von Ceva

Satz von Ceva mit parallelen Geraden

Der Satz von Ceva ist eine geometrische Aussage über Ecktransversalen im Dreieck, die der italienische Mathematiker Giovanni Ceva (1647 bis 1734) 1678 in seinem Werk De lineis rectis bewies. Der Satz wurde allerdings bereits im 11. Jahrhundert durch den Mathematiker und Emir von Zaragossa Yusuf al-Mutaman beschrieben.
In einem Dreieck {\displaystyle ABC} seien {\displaystyle AD}, {\displaystyle BE} und {\displaystyle CF} drei Ecktransversalen (also Verbindungsstrecken zwischen einer Ecke und einem Punkt auf der gegenüber liegenden Seite beziehungsweise deren Verlängerung), die sich in einem Punkt {\displaystyle O} innerhalb oder außerhalb des Dreiecks schneiden. Dann gilt:
{\displaystyle TV(A,B,F)\cdot TV(B,C,D)\cdot TV(C,A,E)=1}
Hierbei ist {\displaystyle TV(U,V,W)} das (orientierte, also eventuell negative) Teilverhältnis von {\displaystyle U,V,W}, was für drei auf einer Gerade liegenden Punkte {\displaystyle U,V,W} mit {\displaystyle W\neq V} definiert wird durch {\displaystyle {\overrightarrow {UW}}=TV(U,V,W)\cdot {\overrightarrow {WV}}}. Wenn {\displaystyle W} zwischen {\displaystyle U} und {\displaystyle V} liegt, ist das genannte Teilverhältnis gleich {\displaystyle {\overline {UW}}/{\overline {WV}}}, andernfalls gleich {\displaystyle -{\overline {UW}}/{\overline {WV}}}.
Die oben angegebene Gleichung lässt sich mithilfe des Satzes von Menelaos beweisen.
Umgekehrt kann aus der Richtigkeit dieser Gleichung gefolgert werden, dass sich die Geraden {\displaystyle AD}, {\displaystyle BE} und {\displaystyle CF} in einem Punkt schneiden oder parallel sind. Diese Umkehrung des Satzes von Ceva wird häufig in der Dreiecksgeometrie für Beweise aus dem Themenbereich „Ausgezeichnete Punkte im Dreieck“ verwendet. 
Wenn die Gleichung gilt, folgt daraus auch:
{\displaystyle {\overline {AF}}\cdot {\overline {BD}}\cdot {\overline {CE}}={\overline {AE}}\cdot {\overline {BF}}\cdot {\overline {CD}}}
Da die Orientierung hierbei verloren geht, ist diese Gleichung nicht ausreichend für eine Umkehrung des Satzes, vgl. Satz von Menelaos.
Eine Verallgemeinerung des Satzes von Ceva ist der Satz von Routh.
Formuliert man den Satz von Ceva für die reelle projektive Ebene beziehungsweise für den projektiven Abschluss der hier verwendeten (affinen) reellen Anschauungsebene, so kann man den Satz und seine Umkehrung ohne den Sonderfall der parallelen Geraden formulieren.